# Стеклянная балерина
«Стеклянная балерина» (англ. The Glass Ballerina) — вторая серия третьего сезона американского телесериала «Остаться в живых». Во время премьеры в России эту серию показали третьей, мотивируя тем, что она была снята производителями позже серии «Дальнейшие указания» и что перед премьерой в США эти две серии поменяли местами. Центральные персонажи серии — Сун и Джин Квоны, в серии показаны воспоминания обоих этих героев.

## Сюжет

### Воспоминания
В детстве Сун разбила стеклянную статуэтку балерины. Отцу она солгала, свалив все на горничную, и продолжала стоять на своем, несмотря на то, что отец пригрозил уволить служанку.
Спустя годы господин Пайк застал Сун в постели с Джаем Ли. Он приказал дочери одеться и предупредил Ли, что его поступок не останется без последствий. Далее он приказал Джину, супругу Сун, «передать послание» Ли и намекнул, что Ли должен умереть. Сначала Джин отказался, пообещав уволиться, если его принудят убить человека. Тогда господин Пайк ответил, что Ли оскорбил его семью и назвал Джина сыном, поэтому тому пришлось подчиниться.
В отеле Джин жестоко избил Ли, приказав ему немедленно убраться из Кореи и никогда не возвращаться. Далее он спустился вниз и сел в машину. В этот момент тело Ли упало на капот. В руке Джая зажато жемчужное ожерелье, подразумевая то, что он совершил суицид. На похоронах Ли Сун спросила отца, расскажет ли он Джину о её измене. Он ответил, что это не его дело (тем самым намекнув, чтобы она сама призналась во всём), и отослал дочь домой к мужу.

### События
Джульет Бёрк и Бен стоят в наблюдательной комнате с мониторами и наблюдают за Сойером и Кейт в клетках. К ним пришла другая, Колин. Она сказала, что ей передали, что их деревню нашёл Саид, и у него есть яхта. Бен приказал ей собрать команду и захватить яхту. Тем временем Саид, Джин и Сун никак не могли договориться о том, что делать дальше. Они видят пустую пристань, где совсем недавно были другие. Они причаливают к ней. Саид хочет устроить засаду на других, но Джин против, однако ему приходится согласиться с Саидом. Они разжигают костёр у пристани, и Джин с Саидом ложатся в засаду на берегу, а Сун находится на яхте. Колин собрала отряд и повела его к яхте. По пути она натолкнулась на её мужа, другого Денни Пикета. Он вёл Сойера и Кейт на работу на каменоломлю. Они коротко разговаривают и целуются. На каменоломне Кейт и Сойер работают под охраной других. С Кейт тайно разговаривает Алекс. Она спрашивает, где её любовник — Карл, но та не знает. Сойер накидывается на охрану и побеждает троих, но Джульет захватывает Кейт и целится в неё из пистолета. Сойер вынуждается сдаться. Его бьют электрошокером. Другие прокрадываются на яхту мимо Саида и Джина. На яхте Колин натыкается на Сун. Та стреляет ей в живот из пистолета, а потом спрыгивает с яхты, которую угнали другие. Джин и Саид очень пугаются за Сун и радуются, когда видят, что она выбралась с яхты.
Кейт и Сойера приводят в клетки. Там Сойер говорит, что строит план побега и дрался, чтобы проверить силу других. Бен заходит к Джеку, говорит, что его зовут Бенжамин Лайнус, и предлагает ему свободу в обмен на одну услугу, которую в будущем Джек должен сделать ему. Далее он доказал, что у Других есть возможность получать информацию из внешнего мира. Он рассказывает о событиях, произошедших после авиакатастрофы, — о смерти Кристофера Рива, переизбрании Джорджа Буша на пост президента США и победе команды Boston Red Sox в чемпионате США. Последнюю новость Джек воспринял скептически: и он, и его отец, говоря о чём-то, что не может сбыться, всегда приводили в пример неудачи Red Sox. Тогда Бен показал ему запись матча, и Джек понял, что он не лжет.

## Приглашённые актёры
- М. К. Гейни — Том
- Пола Малкомсон — Коллин Пиккет
- Майкл Боуэн — Пиккет